# Нидергебра
Нидергебра (нем. Niedergebra) — община в Германии, в земле Тюрингия. 
Входит в состав района Нордхаузен.  Население составляет 703 человека (на 31 декабря 2010 года). Занимает площадь 9,99 км².